# Paavo Talvela
Paavo Talvela, finski general, * 1897, † 1973.